# ヘレン・ヘイマン
ヘイマン女男爵ヘレン・ヴァレリー・ヘイマン（英語: Helene Valerie Hayman, Baroness Hayman, GBE, PC、1949年3月26日 - ）は、イギリスの政治家、一代貴族。
1974年から1979年まで庶民院議員を務め、のち2006年から2011年にかけて貴族院議長を務めた。

## 経歴

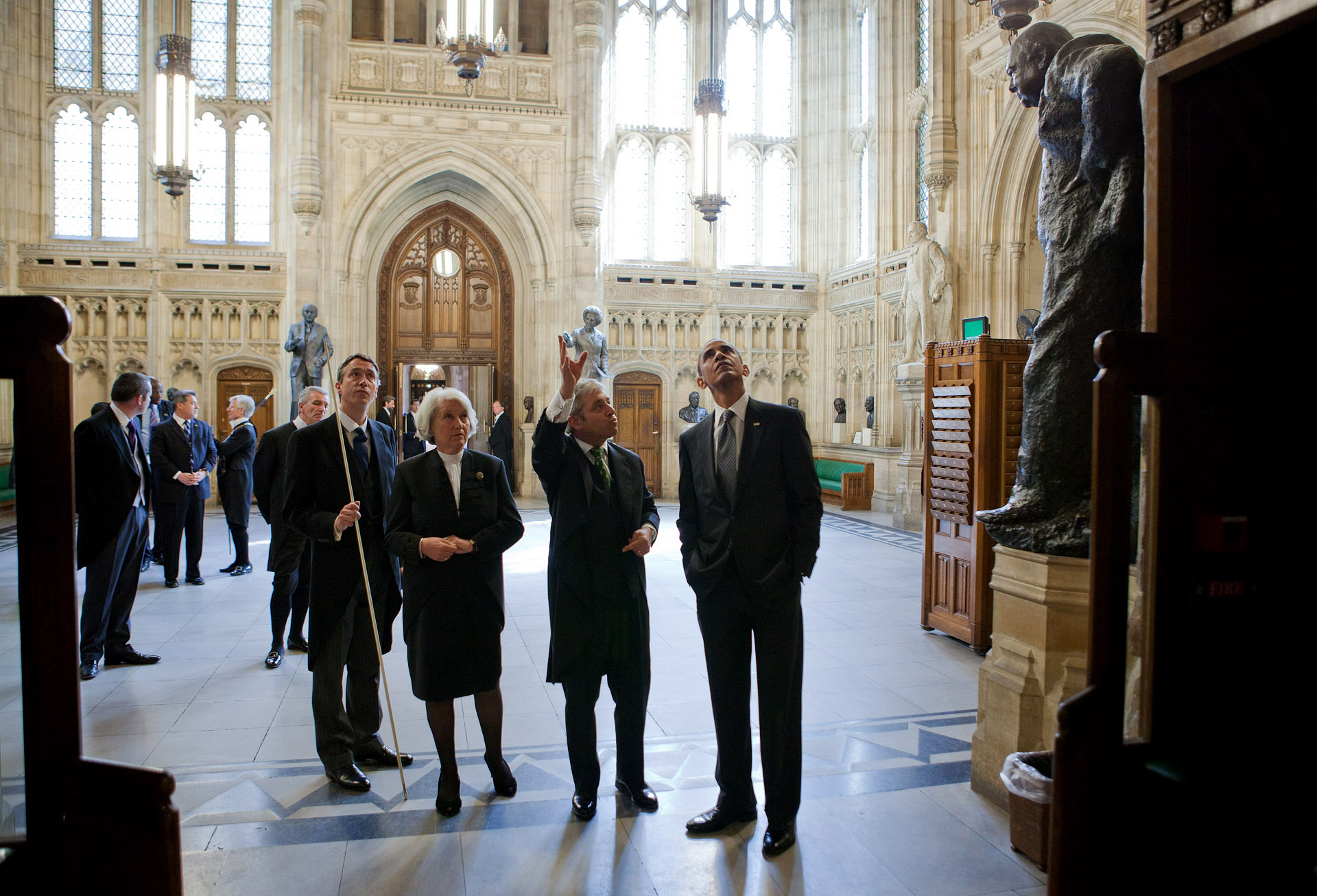
2011年5月25日、大侍従卿第7代チャムリー侯爵デイヴィッド・チャムリー（左端）や庶民院議長ジョン・バーコウ（右から2人目）とともにアメリカ合衆国大統領バラク・オバマ（右端）にウェストミンスター宮殿を案内する貴族院議長ヘイマン女男爵（左から2人目）。

1949年3月26日、モーリス・ミドルウィークの娘として生まれる。ウォルヴァーハンプトン女子高等学校を経て、ケンブリッジ大学ニューナム・カレッジへ進学し、マスター・オブ・アーツの学位を取得。
1974年にマーティン・ヘイマンと結婚する。1974年から1979年にかけてウェルウィン及びハットフィルド選挙区から選出されて労働党の庶民院議員を務める。
庶民院議員退職後、イギリス癌研究所の議長やロンドン大学臨床研究倫理委員会の委員、一人親家庭国民会議の取締役などを歴任した
1996年1月2日に一代貴族「カムデン・ロンドン特別区におけるダートマス・パークのヘイマン女男爵（Baroness Hayman, of Dartmouth Park in the London Borough of Camden）」に叙されて、貴族院議員に列する。
1999年から2001年にかけてブレア内閣で農業・水産・食糧省の閣外相を務めた。2000年に枢密顧問官（PC）に列した。
2005年の憲法改革法によって大法官が貴族院議長の役割を果たさなくなり、以降貴族院議長は貴族院議員の互選で選ばれることになった。最初の貴族院議長選挙は2006年6月28日に実施され、ヘイマン女男爵が当選し、同年7月4日より着任した。
5年の任期を務めあげた後、2011年5月に2期目を目指さないことを発表した。2011年7月13日に行われた貴族院議長選挙の結果、デ・スーザ女男爵フランセス・デ・スーザが後任となった。

## 栄典
- 1996年1月2日、ヘイマン女男爵（連合王国一代貴族爵位）
- 2012年新年叙勲：大英帝国勲章デイム・グランド・クロス（GBE）[10][11]